# Carlo Ambrogio Favero
Carlo Ambrogio Favero (Milano, 5 gennaio 1962) è un economista italiano.

## Biografia
Nato a Milano, ha frequentato l'università Bocconi, dove si è laureato (DES) nel 1985. Nel 1986 ha ottenuto la specialistica alla LSE e nel 1989 il dottorato all'università di Oxford, sotto la supervisione di David Henry e John Muelbauer. Ha iniziato la carriera accademica nel ruolo di lecturer nelle università di Londra, Cambridge e in seguito per un anno è stato professore associato ad Ancona, per passare infine all'università Bocconi, in cui dal 2011 ricopre la Deutsche Bank Chair in Asset Pricing and Quantitative Finance.
Dal 2013 guida il dipartimento di Finanza dell'università e dal 2011 al 2016 è stato presidente dell'istituto IGIER, ente di ricerca afferente l'università. Fa parte del gruppo dei ricercatori del CEPR, della Royal Economic Society e della Econometric Society.
Favero è sposato ed ha un figlio e due figlie.

## Ricerca
Si occupa di Econometria applicata, di politiche fiscali e di VAR models macroeconomici e finanziari. Il suo H-index secondo Google Scholar è 50, con più di 10000 citazioni alle sue pubblicazioni.

## Opere
- "The Output Effect of Fiscal Stabilization Plans", con Alesina e Giavazzi, Journal of International Economics, 2015

- "Modelling and forecasting government bond spreads in the euro area: a GVAR model", Journal of Econometrics, vol. 177, issue 2, pages 343-356.
- "Modelling and forecasting government bond spreads in the euro area: a GVAR model", Journal of Econometrics, 2013

- "Reconciling VAR based and Narrative Measures of the Tax Multiplier", con Giavazzi American Economic Journal: Economic Policy 4(2): 1–28.
- "Yield spreads on EMU government bonds", con Codogno e Missale, Economic Policy, 2011

- "Financial Factors, Macroeconomic Information and the Expectations Theory of the Term Structure of Interest Rates", Journal of Econometrics[2]

- "Taylor Rules and the Term Structure". Journal of Monetary Economics,  pp.1377- 1393 Vol.53.
- "Austerity, when it works and when it doesn't" insieme ad Alesina e Giavazzi

## Riconoscimenti
Ha ricevuto l'Addington Prize dal Fraser Institue per l'articolo "The Output Effect of Fiscal Stabilization Plans"
Ha ottenuto il premio Hayek book prize dal Manhattan institute per il libro "Austerity, when it works and when it doesn't"